# LNER A4

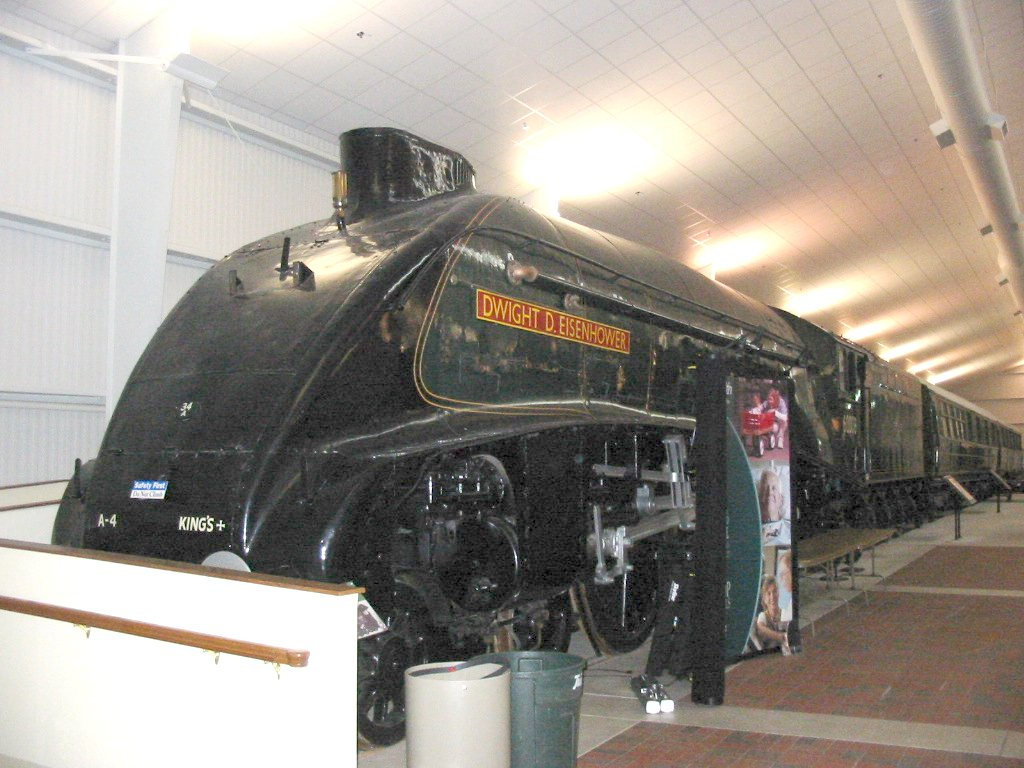
A DWIGHT D. EISENHOWER mozdony a National Railroad Múzeumban (2004)

Az LNER A4 az angol London and North Eastern Railway (LNER) egyik leghíresebb gőzmozdonytípusa. Tervezője Nigel Gresley, az LNER akkori főmérnöke volt. Áramvonalas kialakításuk és magas sebességük az egyik legnépszerűbb típussá tette az akkori utazóközönség köreiben. Jelenleg ez a típus tartja a gőzmozdonyok hivatalos sebességrekordját. (202,8 km/h).

## Története
A mozdonyt Herbert Nigel Gresley tervezte, azzal a céllal, hogy a Silver Jubilee vonatokat továbbítsa London és Newcastle között.
Egy németországi látogatás alatt 1933-ban Gresley-t megihlették a nagysebességű, áramvonalas Repülő Hamburgi motorvonatok, és az LNER megfontolta, hogy vegyen hasonló vonatokat a London-Newcastle járatra.
Gresley biztos volt, hogy a gőzmozdonyok is ugyanolyan jól be fognak válni. 1935-ben elindultak a nagysebességű tesztek, melyek során egy A3-as, a 2750-es pályaszámú Papyrus 173,8 km/órát ért el. A sikeres tesztek után Ralph Wedgewood, az LNER akkori felhatalmazta Gresleyt, hogy tervezze meg az A3 egy áramvonalasabb változatát. Kezdetben négy mozdonyt építettek: Silver Link, Quicksilver, Silver King és Silver Fox. Ezek a mozdonyok továbbították a Silver Jubilee 7 kocsiból álló áramvonalas szerelvényét. Egy reklámmenet alkalmával a Silver Link 181 km/órát ért el. A siker nem maradt el, és más járatokat is indítottak, többek közt a The Coronationt, mely London és Edinburgh között közlekedett. A megnövekedett igényekre válaszul az LNER Doncasteri üzeme további 31 mozdonyt gyártott le.

## Szerkezet
Az A4 alapvetően egy gyorsvonati mozdony volt, ennek megfelelő paraméterekkel. Az előd A3-hoz képest jóval hatékonyabb volt, nagyobb tűzszekrénnyel, Kylchap-fúvóval és dupla kéménnyel.

## Érdekességek
A mozdony szerepel a Transport Tycoon Deluxe nevű játékprogramban is, mint Ginzu "A4".